# Моник Џефрис
Детективка Моник Џефрис је измишљени лик који је тумачила Мишел Хрд у америчкој криминалистичкој драмској телевизијској серији Ред и закон: Одељење за специјалне жртве на НБЦ-у. Главни лик током прве сезоне, Џефрисова је чврста и мудра детективка Одељења за специјалне жртве њујоршке полиције и накратко ортакиња Џона Манча (Ричард Белзер). Након што је била истраумирана јер је замало погинула, Џефрисова је ослобођена радне дужности пошто је признала да је имала секс са осумњиченим из једног од случаја силовања.
Хрдова је добила улогу пошто се појављивала у другим телевизијским серијама творца серије Ред и закон Дика Волфа. Иако јој је Волф обећао да ће се Џефрисова временом више развијати, Хрдова је постала узрујана недостатком материјала за њен лик. Продуценти серије оклевали су да је задрже као Манчову сталну ортакињу и размишљали су о томе да у потпуности уклоне лик из серије. Хрдова је на крају сама напустила серију како би се придружи драмској телевизијској серији Преступне године. Глумица је зарадила неке критичке похвале за улогу Џефрисове, али неколико коментатора је рекло да лик никада није био изнесен на прави начин.

## Животопис лика
Моник Џефрис је чврста и улична детективка Одељења за специјалне жртве Секретаријата унутрашњих послова Њујорка. Након кратког ортаклука са Кеном Бриском (Крис Орбак), она постаје стална ортакиња Џону Манчу (Ричард Белзер) пошто његов претходни ортак Брајан Кесиди (Дин Винтерс) напустио одељење. Њих двоје су повремено имали сукобе и имају саркастичан однос један према другом. Док је јурила осумњиченог за силовање током једног случаја, Џефрисова је замало погинула када јњ осумњичени ушао у кола која су одлетела у ваздух. У почетку је изгледа истраумирана догађајем, али се касније осећала усхићено што је преживела и почела да се понаша непромишљено. Имала је неколико веза за једну ноћ са више мушкараца (понекад заједно) и преузимала све веће ризике на послу поставши некако лабилна. Једне ноћи је у кафани упознала мушкарца који је био осумњичен у једном случају силовања и има секс са њим. Када је открила догађај током разговора са полицијским терапеутом, она бива повучена са радне дужности на канцеларијски посао. Она се противила премештају и претила да ће тужити одељење. Ипак, она је премештена у одељење за пороке, а на њено место у Одељењу за специјалне жртве преузима Фин Тутуола (Ајс Ти).

## Развој
Јако ми је драго шт осам радила у Њујорку јер сам знала која је моја улога и била сам срећна што сам био део серије. Нисам јадиковала због тога, али сам после извесног времена почела да се узрујавам када би други људи били доведени и имали шта да раде.

– Мишел Хрд
Мишел Хрд се појавила у телевизијској серији Ред и закон у епизоди „Замка“ седме сезоне 1997. године. Хрдова се такође раније појављивала у телевизијским серијама Њујорк на тајном задатку и Играчи, а обе је продуцирао творац серије Ред и закон Дик Волф.  Када се Волф обратио Хрдовој да игра улогу Моник Џефрис, упозорио ју је да ће та улога у почетку бити мала, али да има могућности да се развије, рекавши јој: „Мисли на њу као на цвет, касније ће процветати, али у пробној епизоди има само један призор." Лик је такође имао мање времена на екрану од осталих у серији, делимично да би Херд могао да прихвати позоришне улоге. Међутим, Хурд је сматрала да Џефрисов лик никада није добио обећани развој, тврдећи да је „само читала упутства“ док је играла улогу. Иако је волела што је део глумачке поставе, Хрдова је рекла да је била узрујана недостатком материјала за њен лик, посебно када су гостујући глумци имали развијеније улоге од саме Џефрисове.
Када је Дин Винтерс напустио серију и била је потребна стална замена за лик Брајана Кесидија, Хрдова је имала проблема да убеди званичнике мреже да права за улогу. Тед Кочев, извршни копродуцент серије, рекао је да је сувише имати два мушко-женска ортаклука пошто су протагонисти Елиот Стаблер (Кристофер Мелони) и Оливија Бенсон (Мариска Харгитеј) већ уортачени. Кочев је сматрао да је упаривање Манча и Џефрисове разводнило однос Стаблера и Бенсонове јер је то био „одраз у огледалу“ њиховог ортаклука. Иако је Хрдова сматрала да би више женских ликова требало да буде део Одељења за сексуалне деликте, она је рекла: „Разумем индустрију и шта телевизије желе и желели су да неко има утицај, гледаност. Продуценти су водили разговоре о уклањању Џефрисове из серије како би Бенсонова била једина жена у одељењу, али одлуке никада нису донете.
Хрдова је на крају напустила серију током друге сезоне да би се придружио драмској серији Showtime-а Преступне године. Након свог одласка из ссерије, Хрдова је рекла: "Мислим да је само тужно што нису имали вере да остану са мном." Међутим, она је рекла да се не осећа лоше у вези са временом проведеним у серији Ред и закон: Одељење за специјалне жртве, али је сматрала да је улога за Преступне године била „ретка прилика“. Роџер Фридмен, слободни блогер о трачевима за забаву за "Fox News", написао је да је Ричард Белзер организовао да Хрдова добије отказ јер је њен лик примао превише прича и одвлачио пажњу од њега, али тај извештај никада није потврђен. Иако је Џефрисова отишла из Одељења за специјалне жртве током епизоде „Раздвојени“, њен лик је и даље био присутан у епизоди „Одбегла“ која је означила последње појављивање лика. Епизода „Одбегла“ је првобитно требало да се емитује пре епизоде „Раздбојени“, али је емитован после.

## Пријем
Гејл Пенингтон из часописа St. Louis Post-Dispatch рекла је за овај лик: „њена улога је била толико маргинална да се њено одсуство није могло приметити” пошто је напустила серију. Кен Периш Перкинс из Форт Ворт Стар-Телеграма назвао је Мишел Хрд снажном чланицом „чврсте глумачке поставе“. У часопису Сунце Јужне Флориде речено је да лик има „неискоришћени потенцијал“ који је изгледао спреман да буде искоришћен пошто је Дин Винтерс напустио серију, а лист је изразио разочарење што то никада није остварено. У изјави за Орландо Сентинел о серији, детектив њујоршке полиције Тед Сика рекао је да Џефрисина гардероба превише открива за детективку и да одељење из стварног живота не би дозволило њене мајице без рукава и уске прслуке: „Ми то не трпимо, посебно у Одељењу за сексуалне деликте. Трудимо се да будемо мало достојанственији."